# О душе
«О душе» (греч. Περὶ Ψυχῆς; лат. De anima) — сочинение Аристотеля, посвященное теме души. В отличие от своего учителя Платона, Аристотель настаивает, что многие состояния души зависят от состояния тела. В самом широком смысле душа является принципом жизни для всех существ, — как для растений, так и для животных.

## Содержание
В 1-й книге, по своему обыкновению, Аристотель рассматривает мнения о душе, собранные предшественниками (Анаксагор, Демокрит, пифагорейцы, Платон, Фалес и Эмпедокл). Признавая душу принципом движения, Аристотель рассматривает само движение, которое бывает четырёх видов: перемещение, превращение, убывание, возрастание.
Во 2-й книге, рассматривая природу души, Аристотель затрагивает метафизические вопросы. Так он проговаривает определения сущности, материи, формы и энтелехии. Так сущность (греч. οὐσία) мыслится родом сущего, которая может отождествляться с материей (греч. ὕλη), формой (греч. μορφὴ) или их единством. Отсюда он дает определение души как формы и энтелехии тела (греч. σώματος ἐντελέχεια). У души есть три способности: к росту, к ощущению и к размышлению. Исходя из наличия этих способностей различают души растений, животных или людей.
В 3-й книге Аристотель утверждает наличие пяти чувств (греч. αἴσθησις): осязание, обоняние, слух, вкус и зрение. Далее он противопоставляет ощущению мышление, которое состоит в воображении (phantasia) и суждении.

## Цитаты
- Сущность вещи, выраженная в определении, есть её форма (Кн.1)
- Одушевленное более всего отличается от неодушевленного, по-видимому, двумя [признаками]: движением и ощущением (Кн.1)